# Dirk van der Aare
Dirk van der Aare (ou Dirk van Are aussi Dietrich von Ahr), évêque et seigneur d'Utrecht au XIIIe siècle. Il est issu de la famille noble germanique des Are-Hochstaden. Il fut attaqué par Guillaume, comte de Hollande, qui le fit prisonnier à Stavoren. Il fit alliance avec Louis II, comte de Looz, le beau-fils de Guillaume, dans le projet de le destituer, mais sans succès; pour cela, ils furent forcés de se réfugier derrière les murs d'Utrecht. Il réussit cependant à prendre plusieurs places de la Hollande dont Dordrecht, qu'il pilla et brûla, mais finalement il dut abandonner son projet. Il ne put entrer en possession de ce pays, et fut obligé de se retirer à Utrecht. Il acheta plus tard la souveraineté au comte de Looz, au prix de 1 000 marcs d'argent. Il mourut à Deventer le 5 décembre 1212 après 14 ans de règne sur Utrecht.

## Source
- « Aare (Dirk van der) », Charles Weiss, Biographie universelle, ou Dictionnaire historique contenant la nécrologie des hommes célèbres de tous les pays, 1841 [détail des éditions].
- « Dirk van der Aare », dans Ferdinand Hoefer, Nouvelle Biographie générale, 1852 (lire sur Wikisource).